# 出口茉美
出口 茉美（でぐち まみ、12月18日 - ）は、日本の女性声優。三重県出身。

## 人物
『魔法先生ネギま!』の釘宮円役が代表作。2011年の劇場アニメ『劇場版 魔法先生ネギま! ANIME FINAL』以降は新規の出演作がなく、2017年のパチンコ『CR魔法先生ネギま!』以降の釘宮円役は丸山有香が担当している。

## 出演

### テレビアニメ
- 魔法先生ネギま!（2005年、釘宮円）
- ネギま!?（2006年、釘宮円）- 第16話のサブタイトル題字（2枚目）とアイキャッチイラストも担当。

### OVA
- 魔法先生ネギま! OVAシリーズ（2008年 - 2009年、釘宮円）- 2作品

### 劇場アニメ
- 劇場版 魔法先生ネギま! ANIME FINAL（2011年、釘宮円）

### ゲーム
- 魔法先生ネギま!シリーズ（釘宮円）

### DVD
- 魔法先生ネギま! 麻帆良学園 大麻帆良祭（2006年3月29日）
- ネギま!? Princess Festival DVD（2007年7月4日）

### その他
- 朗読劇『ご主人様刑事』
- NHK津放送局キャラクター みえーるくん役

## ディスコグラフィ

### キャラクターソング
| 発売日  | 商品名                                                               | 歌                                                         | 楽曲                                                                  | 備考                                                         |
| 2004年  | 2004年                                                               | 2004年                                                     | 2004年                                                                | 2004年                                                       |
| ------- | -------------------------------------------------------------------- | ---------------------------------------------------------- | --------------------------------------------------------------------- | ------------------------------------------------------------ |
| 5月1日  | 出席番号のうた                                                       | 麻帆良学園中等部2-A                                        | 「出席番号のうた」                                                    | テレビアニメ『魔法先生ネギま!』関連曲                        |
| 4月21日 | 魔法先生ネギま! 声のクラスメイトシリーズ 7月：まほらチアリーディング | まほらチアリーディング                                     | 「ポンポン両手にあればWin」 「ポンポン両手にあればWin（Remix ver.）」 | テレビアニメ『魔法先生ネギま!』関連曲                        |
| 2005年  |                                                                      |                                                            |                                                                       |                                                              |
| 2月16日 | ハッピー☆マテリアル 2月度：More Rock version                         | 麻帆良学園中等部2-A                                        | 「ハッピー☆マテリアル」                                               | テレビアニメ『魔法先生ネギま!』オープニングテーマ            |
| 8月3日  | ハッピー☆マテリアル/輝く君へ〜Peace                                  | 麻帆良学園中等部2-A                                        | 「ハッピー☆マテリアル 31人ver.・TVサイズ」 「輝く君へ〜Peace」        | テレビアニメ『魔法先生ネギま!』主題歌                        |
| 2007年  |                                                                      |                                                            |                                                                       |                                                              |
| 1月24日 | ネギま!? 1000%BOX                                                    | 柿崎美砂（伊藤静）、釘宮円（出口茉美）、椎名桜子（大前茜） | 「1000%SPARKING!」                                                    | テレビアニメ『ネギま!?』オープニングテーマ                   |
| 1月24日 | ネギま!? 1000%BOX                                                    | 柿崎美砂（伊藤静）、釘宮円（出口茉美）、椎名桜子（大前茜） | 「A-LY-YA!」                                                          | テレビアニメ『ネギま!?』エンディングテーマ                   |
| 1月24日 | ネギま!? 1000%BOX                                                    | 柿崎美砂（伊藤静）、釘宮円（出口茉美）、椎名桜子（大前茜） | 「1000%SPARKING!〈れげえみっくす〉」                                  | テレビアニメ『ネギま!?』関連曲                               |
| 1月24日 | ネギま!? 1000%BOX                                                    | 麻帆良学園中等部3-A+ネギ・スプリングフィールド             | 「1000%SPARKING!」 「A-LY-YA!」                                       | テレビアニメ『ネギま!?』関連曲                               |
| 3月7日  | ネギま!? うたのCD（2）                                               | チアリーディング部                                         | 「YELL◎」                                                             | テレビアニメ『ネギま!?』関連曲                               |
| 6月13日 | ネギま!? Princess Festival CD                                        |                                                            | 「」                                                                  | テレビアニメ『ネギま!?』関連曲                               |
| 9月26日 | ネギま!? ベストアルバム                                              | ネギ・スプリングフィールド&麻帆良学園中等部3-A             | 「Hello Again」                                                       | テレビアニメ『ネギま!?』関連曲                               |
| 2008年  |                                                                      |                                                            |                                                                       |                                                              |
| 8月27日 | ハッピー☆マテリアル リターン                                         | 麻帆良学園中等部3-A                                        | 「ハッピー☆マテリアル リターン」                                      | OAD『魔法先生ネギま! 〜白き翼 ALA ALBA〜』オープニングテーマ |
| 8月27日 | ハッピー☆マテリアル リターン                                         | 麻帆良学園中等部3-A                                        | 「輝く君へ」                                                          | OAD『魔法先生ネギま! 〜白き翼 ALA ALBA〜』エンディングテーマ |
| 8月27日 | ハッピー☆マテリアル リターン                                         | 麻帆良学園中等部3-A                                        | 「A-LY-YA」                                                           | テレビアニメ『ネギま!?』関連曲                               |
| 2011年  |                                                                      |                                                            |                                                                       |                                                              |
| 8月24日 | 桜風に約束を -旅立ちの歌-                                            | ネギ・スプリングフィールド&麻帆良学園中等部3-A             | 「桜風に約束を -旅立ちの歌-」                                         | 劇場アニメ『劇場版 魔法先生ネギま! ANIME FINAL』主題歌       |

### ユニットメンバー
1. 1 2  相坂さよ（白鳥由里）、明石裕奈（木村まどか）、朝倉和美（笹川亜矢奈）、綾瀬夕映（桑谷夏子）、和泉亜子（山川琴美）、大河内アキラ（山本杏美）、柿崎美砂（伊藤静）、神楽坂明日菜（神田朱未）、春日美空（板東愛）、絡繰茶々丸（渡辺明乃）、釘宮円（出口茉美）、古菲（田中葉月）、近衛木乃香（野中藍）、早乙女ハルナ（石毛佐和）、桜咲刹那（小林ゆう）、佐々木まき絵（堀江由衣）、椎名桜子（大前茜）、龍宮真名（佐久間未帆）、超鈴音（大沢千秋）、長瀬楓（白石涼子）、那波千鶴（小林美佐）、鳴滝風香（こやまきみこ）、鳴滝史伽（狩野茉莉）、葉加瀬聡美（門脇舞）、長谷川千雨（志村由美）、エヴァンジェリン・A・K・マクダウェル（松岡由貴）、宮崎のどか（能登麻美子）、村上夏美（相沢舞）、雪広あやか（皆川純子）、四葉五月（井ノ上ナオミ）、ザジ・レイニーデイ（猪口有佳）
2. 1 2  柿崎美砂（伊藤静）、釘宮円（出口茉美）、椎名桜子（大前茜）
3. ↑  柿崎美砂（伊藤静）、神楽坂明日菜（神田朱未）、春日美空（板東愛）、絡繰茶々丸（渡辺明乃）、釘宮円（出口茉美）
4. 1 2  ネギ・スプリングフィールド（佐藤利奈）、相坂さよ（白鳥由里）、明石裕奈（木村まどか）、朝倉和美（笹川亜矢奈）、綾瀬夕映（桑谷夏子）、和泉亜子（山川琴美）、大河内アキラ（浅倉杏美）、柿崎美砂（伊藤静）、神楽坂明日菜（神田朱未）、春日美空（板東愛）、絡繰茶々丸（渡辺明乃）、釘宮円（出口茉美）、古菲（Hazuki）、近衛木乃香（野中藍）、早乙女ハルナ（石毛佐和）、桜咲刹那（小林ゆう）、佐々木まき絵（堀江由衣）、椎名桜子（大前茜）、龍宮真名（佐久間未帆）、超鈴音（高本めぐみ）、長瀬楓（白石涼子）、那波千鶴（小林美佐）、鳴滝風香（こやまきみこ）、鳴滝史伽（狩野茉莉）、葉加瀬聡美（門脇舞以）、長谷川千雨（志村由美）、エヴァンジェリン・A・K・マクダウェル（松岡由貴）、宮崎のどか（能登麻美子）、村上夏美（相沢舞）、雪広あやか（皆川純子）、四葉五月（井上直美）、ザジ・レイニーデイ（いのくちゆか）
5. ↑  相坂さよ（白鳥由里）、明石裕奈（木村まどか）、朝倉和美（笹川亜矢奈）、綾瀬夕映（桑谷夏子）、和泉亜子（山川琴美）、大河内アキラ（浅倉杏美）、柿崎美砂（伊藤静）、神楽坂明日菜（神田朱未）、春日美空（板東愛）、絡繰茶々丸（渡辺明乃）、釘宮円（出口茉美）、古菲（Hazuki）、近衛木乃香（野中藍）、早乙女ハルナ（石毛佐和）、桜咲刹那（小林ゆう）、佐々木まき絵（堀江由衣）、椎名桜子（大前茜）、龍宮真名（佐久間未帆）、超鈴音（高本めぐみ）、長瀬楓（白石涼子）、那波千鶴（小林美佐）、鳴滝風香（こやまきみこ）、鳴滝史伽（狩野茉莉）、葉加瀬聡美（門脇舞以）、長谷川千雨（志村由美）、エヴァンジェリン・A・K・マクダウェル（松岡由貴）、宮崎のどか（能登麻美子）、村上夏美（相沢舞）、雪広あやか（皆川純子）、四葉五月（井上直美）、ザジ・レイニーデイ（いのくちゆか）
6. ↑  ネギ・スプリングフィールド（佐藤利奈）、相坂さよ（白鳥由里）、明石裕奈（木村まどか）、朝倉和美（笹川亜矢奈）、綾瀬夕映（桑谷夏子）、和泉亜子（山川琴美）、大河内アキラ（浅倉杏美）、柿崎美砂（伊藤静）、神楽坂明日菜（神田朱未）、春日美空（板東愛）、絡繰茶々丸（渡辺明乃）、釘宮円（出口茉美）、古菲（阿澄佳奈）、近衛木乃香（野中藍）、早乙女ハルナ（石毛佐和）、桜咲刹那（小林ゆう）、佐々木まき絵（堀江由衣）、椎名桜子（小見川千明）、龍宮真名（佐久間未帆）、超鈴音（高本めぐみ）、長瀬楓（白石涼子）、那波千鶴（小林美佐）、鳴滝風香（こやまきみこ）、鳴滝史伽（狩野茉莉）、葉加瀬聡美（門脇舞以）、長谷川千雨（志村由美）、エヴァンジェリン・A・K・マクダウェル（松岡由貴）、宮崎のどか（能登麻美子）、村上夏美（相沢舞）、雪広あやか（皆川純子）、四葉五月（井上直美）、ザジ・レイニーデイ（いのくちゆか）